# Friedrich Spee

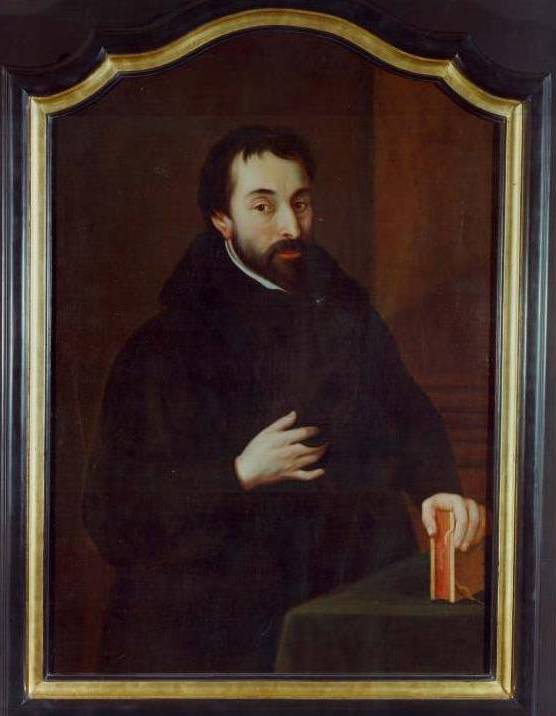
Friedrich Spee SJ – zeitgenössisches Porträt

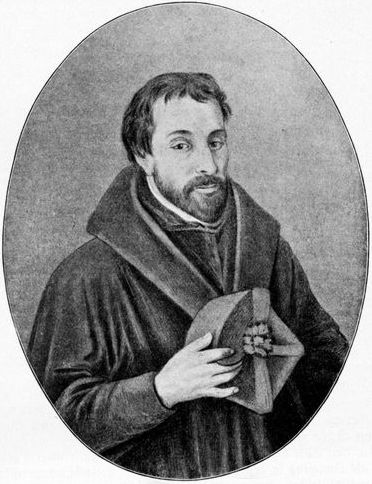
Stich nach dem Gemälde

Friedrich Spee von Langenfeld (* 25. Februar 1591 in Kaiserswerth bei Düsseldorf; † 7. August 1635 in Trier) war ein deutscher Jesuit, Theologe und Dichter. Er wurde berühmt als Kritiker der Hexenprozesse, durch seine Schrift Cautio Criminalis, aber auch als Kirchenlieddichter.

## Name
Der Familienname des adligen Geschlechts Spee lautete in früheren Zeiten „Spede“; im Laufe der Jahrhunderte wurde er zu „Spe“ oder „Spee“ abgewandelt. Der Zusatz „von Langenfeld“ bezieht sich auf die Herkunft seines Familienzweiges vom Rittergut Haus Langenfeld in Wachtendonk-Wankum (Niederrhein).
Die gelegentlich selbst von Institutionen verwendete Bezeichnung „Friedrich von Spee“ ist falsch, korrekt ist Friedrich Spee von Langenfeld. Mehrere Schulen und Bildungseinrichtungen wurden nach ihm benannt; so gibt es die Friedrich-Spee-Gesamtschule Paderborn, Friedrich-Spee-Gymnasien in Geldern, Rüthen und Trier und eine Realschule in Neumagen-Dhron; bis Januar 2024 bestand das Friedrich-Spee-Kolleg des Erzbistums Köln in Neuss.

## Leben
Friedrich Spee von Langenfeld wurde 1591 in Kaiserswerth bei Düsseldorf als Sohn eines hohen kurkölnischen Beamten geboren. Seine Eltern waren Peter Spee von Langenfeld († vor 1612) und Mechtel (Mechtild) geborene Nunum genannt Dücker (* um 1565) aus Altenkriegenbeek. Er hatte wohl zwei Schwestern und zwei Brüder.
Er genoss eine gute Erziehung und auch das Wirken des örtlichen Pfarrers Caspar Ulenberg dürfte nicht ohne Einfluss auf Spee geblieben sein. 1610 trat er gegen den Willen seiner Eltern mit 19 Jahren in Trier in den Jesuitenorden ein. Da in Trier die Pest ausbrach, wechselte er nach Fulda und legte dort 1612 das erste Gelübde ab. Nach seiner dreijährigen Zeit im Noviziat absolvierte er 1612–1615 das vorgesehene Philosophiestudium in Würzburg. 1615 bis 1619 unterrichtete er an der Schule des Jesuitenkollegs Worms die Inferiora, die untere Klasse. Seinen Wunsch, als Missionar nach Indien zu gehen, lehnte der Orden 1617 ab. 1619–1623 studierte er Theologie in Mainz und wurde am 28. März 1622 im Mainzer Dom zum Priester geweiht. Nach seinem Studienabschluss arbeitete er 1623–1626 als Dozent an der Jesuiten-Universität in Paderborn und war in Paderborn Domprediger. Er absolvierte in Speyer (1626/27) sein Tertiat, das dritte Probejahr des Ordens.
Ab Herbst 1627 lehrte Spee an den Kollegs in Wesel und Köln und entwarf für die Seelsorge der Kölner Devotessen (fromme Frauen) geistliche Texte, die später als Das Güldene Tugendbuch veröffentlicht wurden. Es ist eine Art Andachtsbuch über die drei göttlichen Tugenden Glaube, Hoffnung und Liebe.
Im Oktober 1628 bekam er den Auftrag, in Peine die Rekatholisierung durchzusetzen. Die Peiner Bürger wurden vor die Wahl gestellt, die Stadt zu verlassen oder den katholischen Glauben anzunehmen. Es wird vermutet, dass dies der Anlass für den Angriff auf Friedrich Spee im Jahr 1629 war, bei dem er schwer verletzt wurde.
Nachdem Friedrich sich von seinen Verletzungen erholt hatte, erhielt er 1629 eine Professur für Moraltheologie in Paderborn, die ihm aufgrund starker Widerstände im Orden gegen seine Lehrinhalte bereits 1631 wieder entzogen wurde.
1630 wandte sich der Ordensgeneral der Jesuiten, Pater Vitelleschi, gegen ein disziplinarisches Vorgehen im „Fall Spee“, konnte aber dessen Amtsenthebung 1631 nicht verhindern. Noch im Januar 1632 sprach sich Vitelleschi für die Wiedereinsetzung Spees als Professor für Moraltheologie aus, im August desselben Jahres, nach Erscheinen einer anonymen Ausgabe der Cautio Criminalis, jedoch für eine Entlassung aus der Gesellschaft Jesu.
1633, zwei Jahre nach Veröffentlichung der Cautio criminalis, versetzte ihn der Orden als Professor für Kasuistik und Beichtvater der Gefängnisse und Krankenhäuser nach Trier. Dort vollendete Spee die vermutlich bereits zehn Jahre früher begonnene „Trutznachtigall“, eine Sammlung mit kunstvollen lyrischen Gedichten und heute noch bekannten Kirchenliedern, die postum 1649 in Köln erschien.
Bei der Betreuung und Pflege von verwundeten und pestkranken Soldaten in Trier steckte er sich an und starb am 7. August 1635 im Alter von 44 Jahren. Sein Leichnam liegt in einer nach ihm benannten Gruft unter der Trierer Jesuitenkirche am Trierer Priesterseminar, dem ehemaligen Jesuitenkolleg, begraben. Dort hatte man ihn zunächst zwischen seinen Mitbrüdern bestattet, erst 1980 konnte sein Grab bei archäologischen Untersuchungen identifiziert werden. Die Gruft wurde daraufhin restauriert und zugänglich gemacht, Spees Gebeine ruhen heute in einem dort aufgestellten, spätantiken Sarkophag.

## Kritik an Folter und Hexenwahn

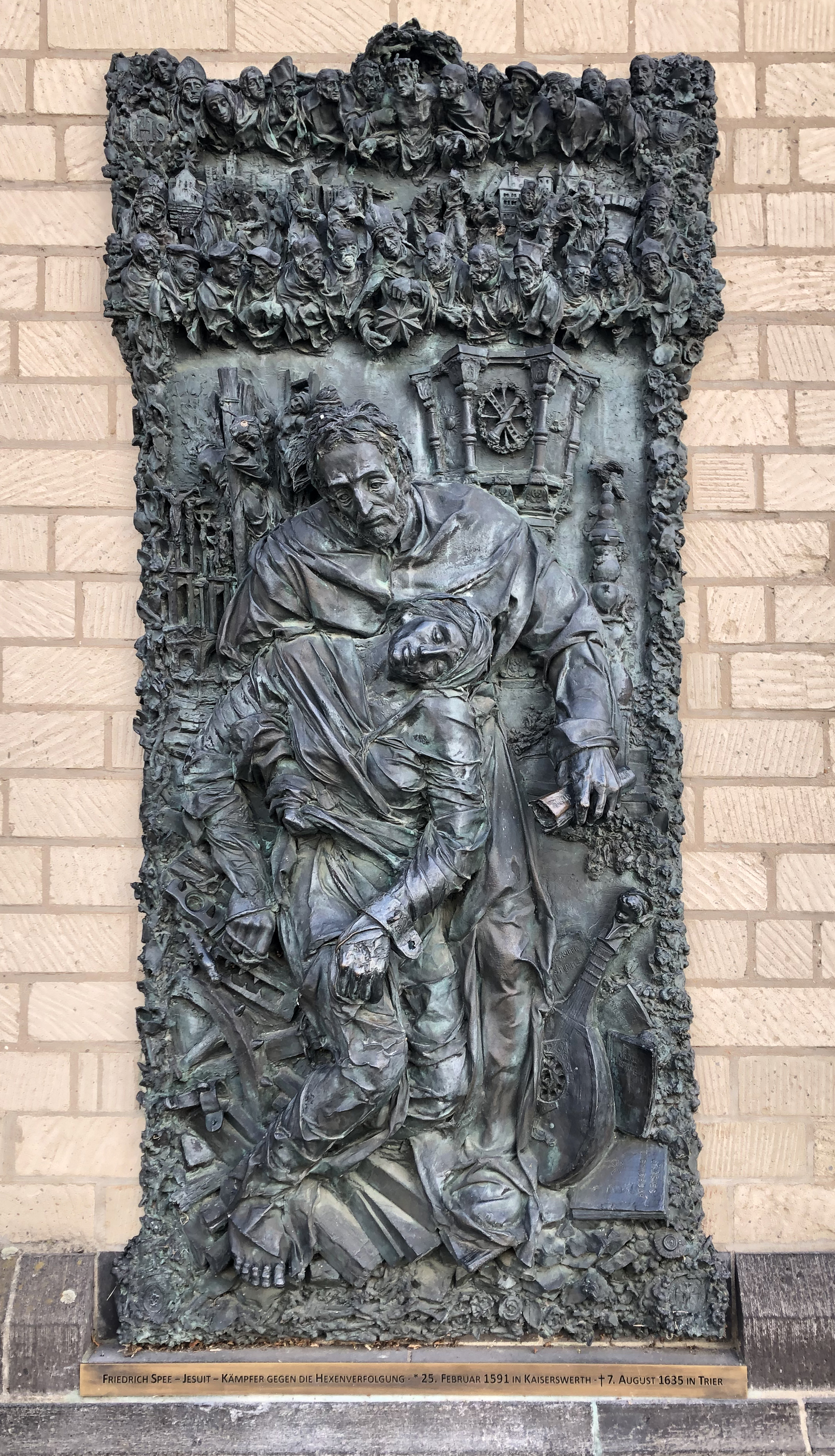
Epitaph für Friedrich Spee, Bert Gerresheim (1991), an St. Suitbertus Düsseldorf-Kaiserswerth

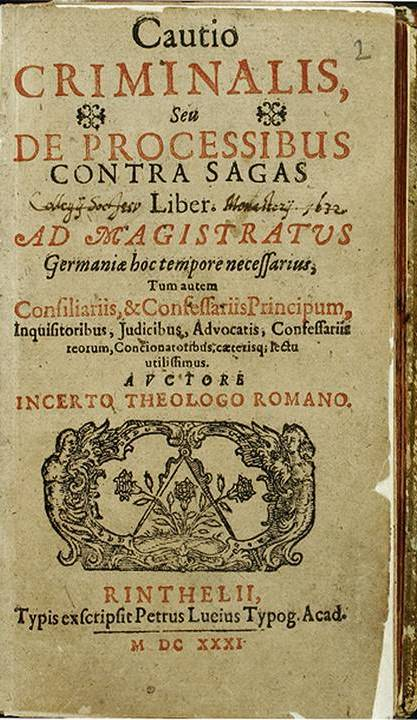
Erstdruck der Cautio Criminalis 1631

Etwa zur gleichen Zeit wie Johann Matthäus Meyfarts Christliche Erinnerung im Luthertum und 30 Jahre nach dem „Gründlichen Bericht von Zauberey und Zauberern“ von Anton Praetorius erschien Spees Schrift Cautio Criminalis im Mai 1631 anonym, die im katholischen Bereich erste Einwendungen gegen Folter und Hexenglauben vortrug. Ein deutlicherer Titel wie etwa „Wider den Hexenwahn“ wäre ein klarer Verstoß gegen allgemein herrschende Überzeugungen gewesen. Schon die Bezeichnung cautio – Vorsicht war geeignet, den Verfasser (sowie Drucker und Verleger) noch in Verdacht zu bringen, Hexen in Schutz zu nehmen und so die Partei des Satans zu stärken, weshalb die Schrift nur anonym erscheinen konnte.
Nach neueren Forschungen (Franz 2001, S. 122f) ist es nicht sicher, ob Spee als Beichtvater der „Hexerei“ angeklagte Frauen betreute oder zum Scheiterhaufen begleitete. Gewiss aber hat er während seines Aufenthalts in Zentren der Hexenverfolgung (Köln, Trier, Würzburg, Mainz, Speyer und Paderborn) Hexenprozesse beobachtet. Entgegen der damaligen Rechtsauffassung gab er zu bedenken, dass Folter möglicherweise nicht der Wahrheitsfindung diene. Daraus leitete er die damals kühne Vermutung her, die verdächtigten Frauen seien unschuldig, obwohl sie unter Folter gestanden hatten. Innerhalb der Gesellschaft Jesu konnte seine Autorschaft an der gefährlichen Schrift nicht verborgen bleiben, und zeitweise drohte ihm die Entlassung aus dem Orden. Neuere Forschungsergebnisse lassen jedoch darauf schließen, dass die zweite Auflage der Cautio Criminalis (1632) mit Billigung der Provinzialleitung der Jesuiten erschienen ist. Die  juristische Umsetzung der Ansichten Spees erfolgte später vor allem durch Christian Thomasius, der wesentlich zur Abschaffung der Hexenprozesse beitrug.

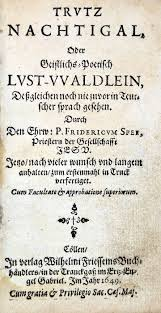
Trutz Nachtigal, oder Geistlichs-Poetisch Lust-Waldlein, Köln 1649

Eine Schwägerin von Friedrich Spee, Anna Spee von Langenfeld, Ehefrau seines Halbbruders oder Vetters Robert Spee von Langenfeld, wurde am 20. September 1631 als „Hexenkönigin von Bruchhausen“ hingerichtet.

## Der Lyriker

### Trutznachtigall
Spees lyrisches Hauptwerk bildet eine kunstvoll zusammengestellte Sammlung von 52 geistlichen Gesängen Trutznachtigall oder geistlich-poetisch Lustwäldlein, die erst postum im Jahre 1649 bei Wilhelm Friessem in Köln erschien. In ihr zeigt sich Spee als sehr eigenständiger und origineller barocker Dichter, dem es nach eigenem Bekunden um nichts anderes geht, „als dass Gott auch in deutscher Sprach seine Poeten hätte, die sein Lob und Namen ebenso künstlich als andere in ihren Sprachen singen und verkünden können“
Neben seiner heimisch-ripuarischen Sprache verwendete er (etwa in der „Trutznachtigall“) auch Idiome der von ihm erlernten Mainzer, Würzburger und anderer süddeutscher Dialekte.

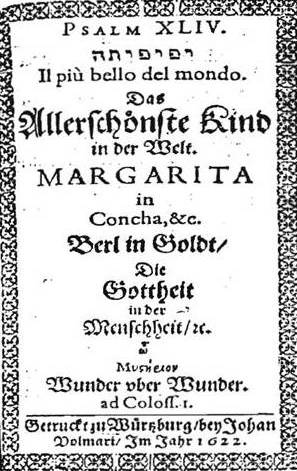
Diese anonyme, Spee zugeschriebene Schrift von 1622 enthält den Erstdruck des Liedes O Heiland, reiß die Himmel auf.

Spee erweist sich darin als poeta doctus, der formal an die antike Schäferlyrik, insbesondere des Vergil, anknüpft, deren heidnische Bildsprache jedoch in den motivischen Zusammenhang einer theologisch bzw. christologisch akzentuierten, geistlichen Passionslyrik überführt. Spee gilt seit seiner Wiederentdeckung während der deutschen Romantik als der bedeutendste katholische Dichter des deutschen Barock. Seine Bildsprache und die dem modernen Leser fremde Tradition der Schäferdichtung können den Zugang heute jedoch erschweren.

### Kirchenlieder und geistliche Lieder
Neben der Trutznachtigall hat Friedrich Spee auch eine große Zahl von Kirchenliedern verfasst, die allerdings alle anonym erschienen sind. Einige dieser Lieder erfreuen sich bis heute großer Beliebtheit und finden sich in den modernen Gesangbüchern der beiden großen Konfessionen. Im katholischen Gebet- und Gesangbuch Gotteslob von 1975 bzw. 2013 finden sich das Adventslied O Heiland, reiß die Himmel auf, das Weihnachtslied Zu Bethlehem geboren, das Passionslied O Traurigkeit, o Herzeleid, die Heiligenlieder Ihr Freunde Gottes allzugleich und Unüberwindlich starker Held (nur Gotteslob 1975), das Marienlied Lasst uns erfreuen herzlich sehr sowie die Osterlieder Die ganze Welt, Herr Jesu Christ und Ist das der Leib, Herr Jesu Christ. Auch das Weihnachtslied Vom Himmel hoch, o Engel kommt (abgedruckt in einigen Regionalteilen des Evangelischen Gesangbuchs) wird ihm zugeschrieben. Im Gesangbuch der Evangelisch-methodistischen Kirche findet sich sein Osterlied Christus ist auferstanden von 1623.

## Der geistliche Schriftsteller

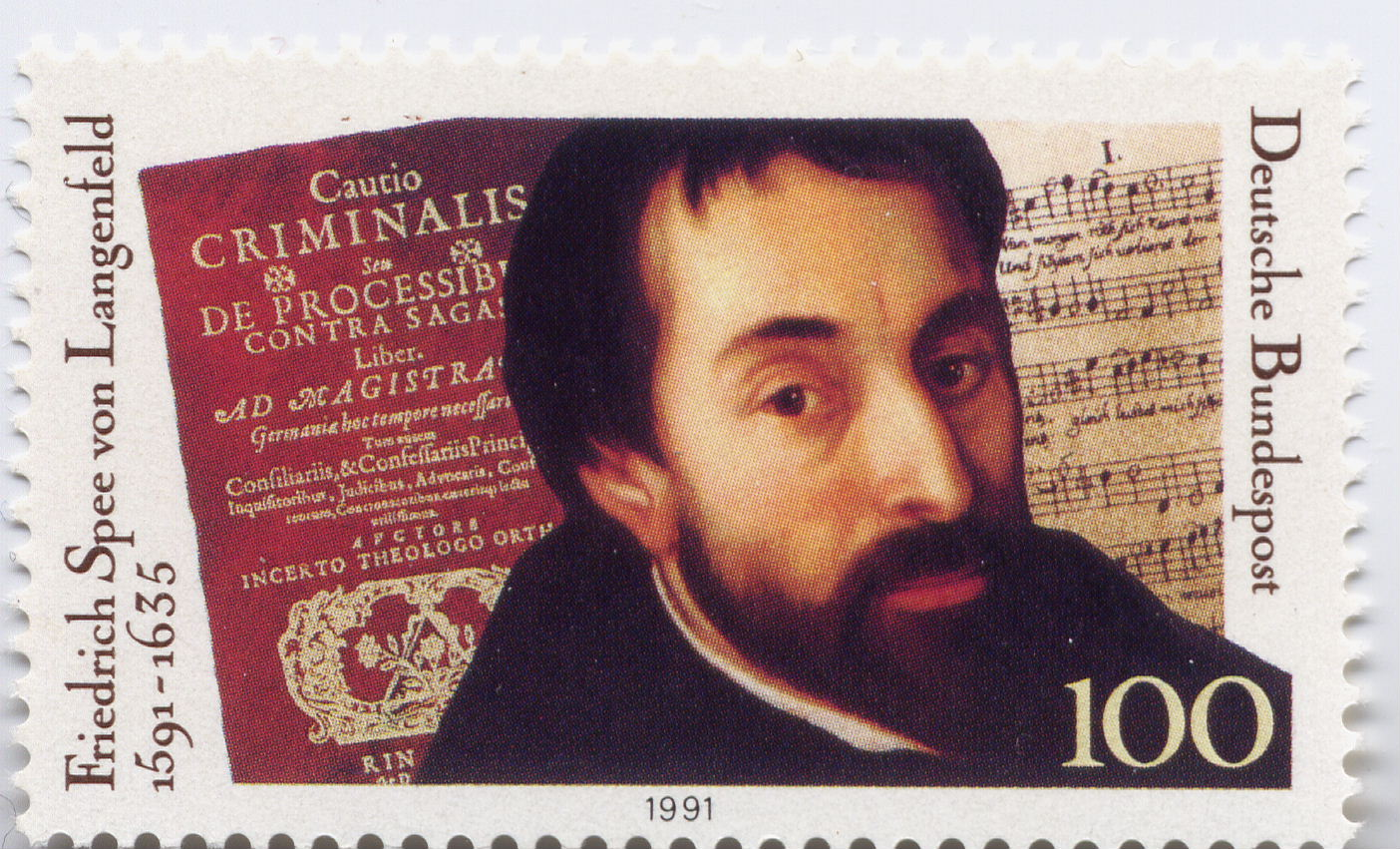
Briefmarke der Deutschen Bundespost 1991 anlässlich des 400. Geburtstages von Friedrich Spee

Auf Drängen der Leiterin einer Frauengemeinschaft in Köln („Devotessen“) verfasste Friedrich Spee 1627 ein Jahr lang wöchentlich ein Blatt mit Hilfen für das Gebet und die geistliche Besinnung. Diese Texte wurden dann von Spee als Güldenes Tugend-Buch zusammengestellt. Dabei handelt es sich nicht einfach um fromme Texte, sondern um Anleitungen zum Üben:

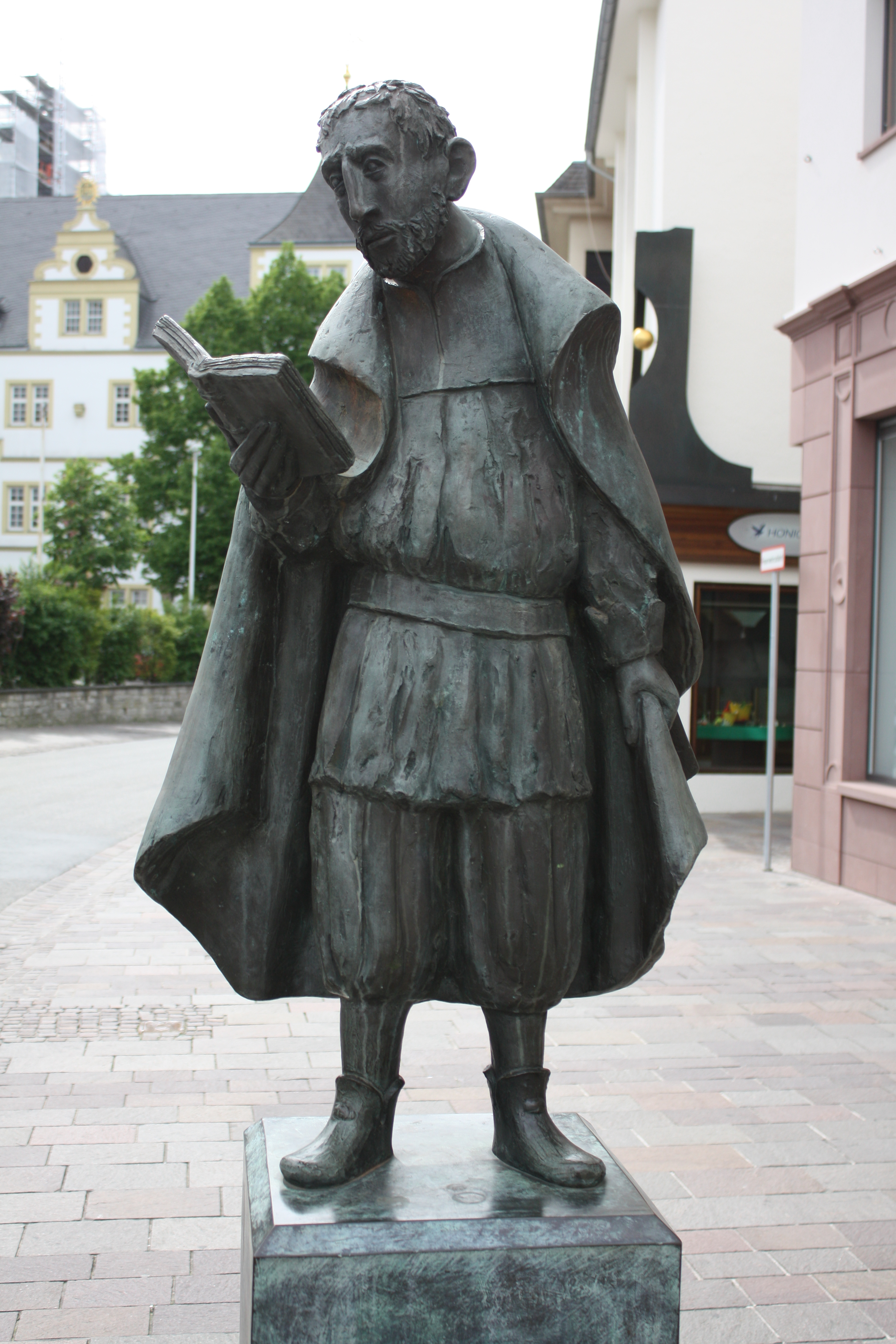
Statue von Heinrich Gerhard Bücker in Paderborn

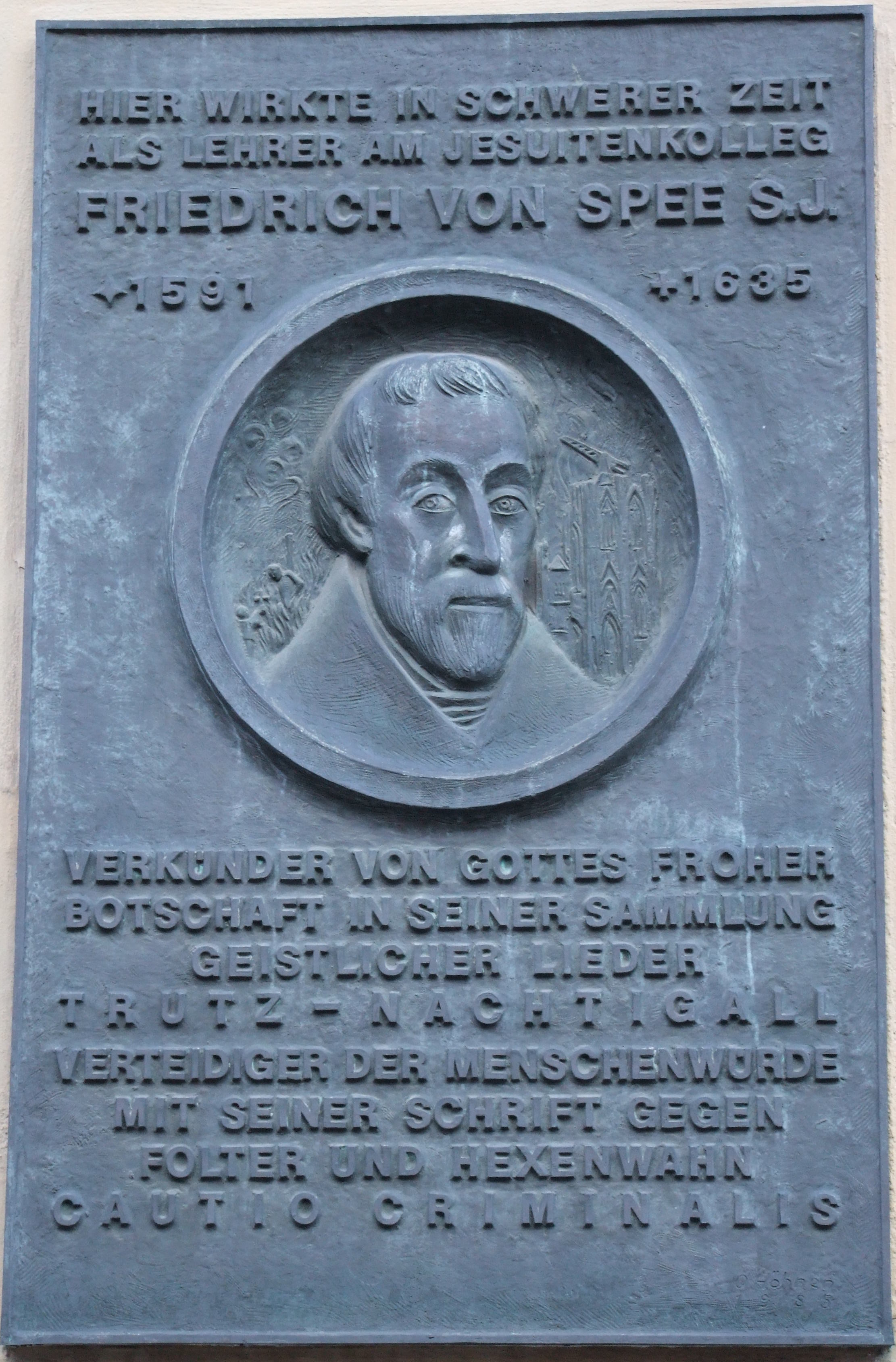
Ehrenplakette am ehem. Gebäude des Dreikönigsgymnasiums in Köln

„Denn alles ist angelegt zum Brauchen und nicht nur zum Lesen.“

Eingeübt werden sollen die drei göttlichen Tugenden des Glaubens, der Hoffnung und der Liebe, wobei Spee größtes Gewicht auf die letzte dieser drei Tugenden legt, die Liebe.
Größtes Lob fand das unter anderem mit Begriffen aus der scholastischen Moraltheologie des Thomas von Aquin arbeitende Güldene Tugend-Buch bei Gottfried Wilhelm Leibniz, der die Vorrede für die Kurfürstin Sophie Charlotte von Hannover ins Französische übersetzte:

„Sein deutsches Buch Gülden-Tugend-Kleinod schien mir ein ganz göttliches Buch zu sein und ich wünschte es in den Händen aller Christen. Es gibt viele Autoren der mystischen Theologie, aber ich weiß nicht, ob je einer ein so solides Andachtsbuch geschrieben hat. […] Wunderbar ergriffen wurde ich, so oft ich seine Ausführung über die Natur und Wirksamkeit der göttlichen Liebe las. Ich weiß nicht, ob je ein Schriftsteller, der für das Volk geschrieben, diese so wichtige Materie nach ihrem Wert behandelt hat mit Ausnahme dieses einen Autors.“

## Nachwirkung
Das Erzbistum Köln führt ihn als heiligmäßige Person.

## Schriften (Auswahl)
- Bell’ Vedére oder Herbipolis Wurtzgärtlein oder Würtzburger Lustgärtlein: darin ein Lusthauss, im Lusthauss ein Orgel und allerley Mottetti und Concerti, das ist allerley catholische Gesäng von Pfingsten biss zum Advent etc. und durch das gantze Jahr zu singen: mit hundert und tausend Stimmen etc. Getruckt bey Johan Volmar, Würzburg 1621.
- Cautio criminalis, seu de processibus contra sagas liber ... Auctore incerto theologo orthod. Petrus Lucius, Rinteln 1631.
- Gewissens-Buch: Von Processen Gegen die Hexen. An Alle Hohe Obrigkeiten in Teudtschlandt auß nothtringenden motiven geschrieben […]. Übersetzt von Johann Seyffert. Köhler, Bremen 1647. Digitalisat und Volltext im Deutschen Textarchiv
- Cautio criminalis, seu de processibus contra sagas liber: das ist, peinl. Warschawung von Anstell: u. Führung deß Processes gegen d. angegebene Zauberer, Hexen und Unholden … / durch e. unbenahmpten Römisch. Cath. … ins Teutsch trewl. ubers. sampt e. ordentl. Reg. durch H.S.S., Humm, Frankfurt a. M. 1649. Ausgabe 1, urn:nbn:de:hbz:061:1-4198, Ausgabe 2 (gdz.sub.uni-goettingen.de).
- TRVTZ NACHTIGAL, Oder Geistlichs-Poetisch LVST-VVALDLEIN, Deßgleichen noch nie zuvor in Teutscher sprach gesehen. Cöllen, Wilhelm Friessem, 1649 (digitale-sammlungen.de Digitalisat).
- Cautio Criminalis oder: Rechtliches Bedenken wegen der Hexenprozesse (eingedeutscht von Joachim-Friedrich Ritter), dtv 1983, ISBN 3-423-06122-7
- Güldenes Tugend-Buch, das ist Werck unnd übung der dreyen Göttlichen Tugenden. deß Glaubens, Hoffnung, und Liebe, Köln: Johann Wilhelm Friessem, 1649 (mdz-nbn-resolving.de).
- Gewissens-Buch: Von Processen Gegen die Hexen. Köhler, Bremen, 1647. (Digitalisat und Volltext im Deutschen Textarchiv)
- Trutz-Nachtigall, hrsg. Theo G. M. van Oorschot. Bern: Francke 1985 (Ndr. d. Ausg. Köln 1649)
- Friedrich Spee, Sämtliche Schriften. Historisch-kritische Ausgabe in vier Bänden, hrsg. von Theo van Oorschot. Bern: Francke 1968, 1985, 2005 (Cautio, 2. Aufl. u. Lieder).